# Дзанда
Дзанда (Занда) (тиб. རྩ་མདའ་རྫོང་, Вайли: rtsa mda' rdzong, кит. упр. 札达县, пиньинь Zhádá xiàn)  — уезд в округе Нгари, Тибетский автономный район, КНР.

## История
Ранее в этих местах существовали дзонги Дзанбужан и Даба. В 1956 году они были объединены в дзонг Дзанда. В 1960 году дзонг был преобразован в уезд.

## Административное деление
Уезд разделён на 1 посёлок и 6 волостей.